# Bathytropa tuberculata
Bathytropa tuberculata är en kräftdjursart som beskrevs av Emil Racoviţă 1908. Bathytropa tuberculata ingår i släktet Bathytropa och familjen Bathytropidae. Inga underarter finns listade i Catalogue of Life.